# Nasuno
Le Nasuno (なすの) est le nom d'un service de train à grande vitesse japonais du réseau Shinkansen développé par la JR East sur la ligne Shinkansen Tōhoku. Son nom fait référence au mont Nasu.

## Gares desservies
Ce service, mis en place le 1er décembre 1995, relie Tokyo à Kōriyama et dessert toutes les stations intermédiaires. Certains trains sont terminus Nasushiobara ou  Oyama.
| Nom des gares  |
| -------------- |
| Tokyo          |
| Ueno           |
| Ōmiya          |
| Oyama          |
| Utsunomiya     |
| Nasushiobara   |
| Shin-Shirakawa |
| Kōriyama       |

## Matériel roulant
Les services Nasuno sont effectués par les Shinkansen E2, Shinkansen E3, Shinkansen E5 et H5 et Shinkansen E6.

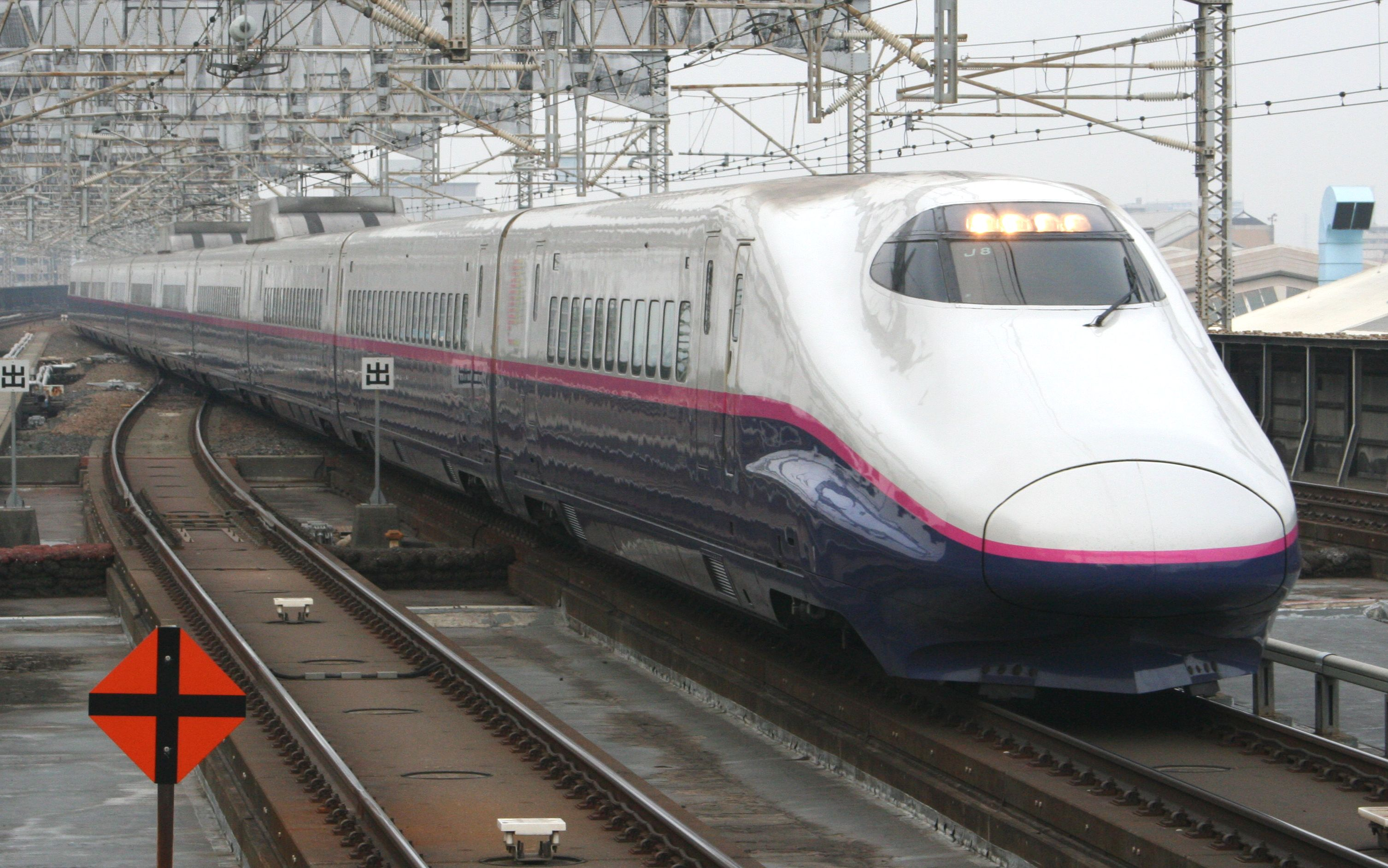
Shinkansen série E2
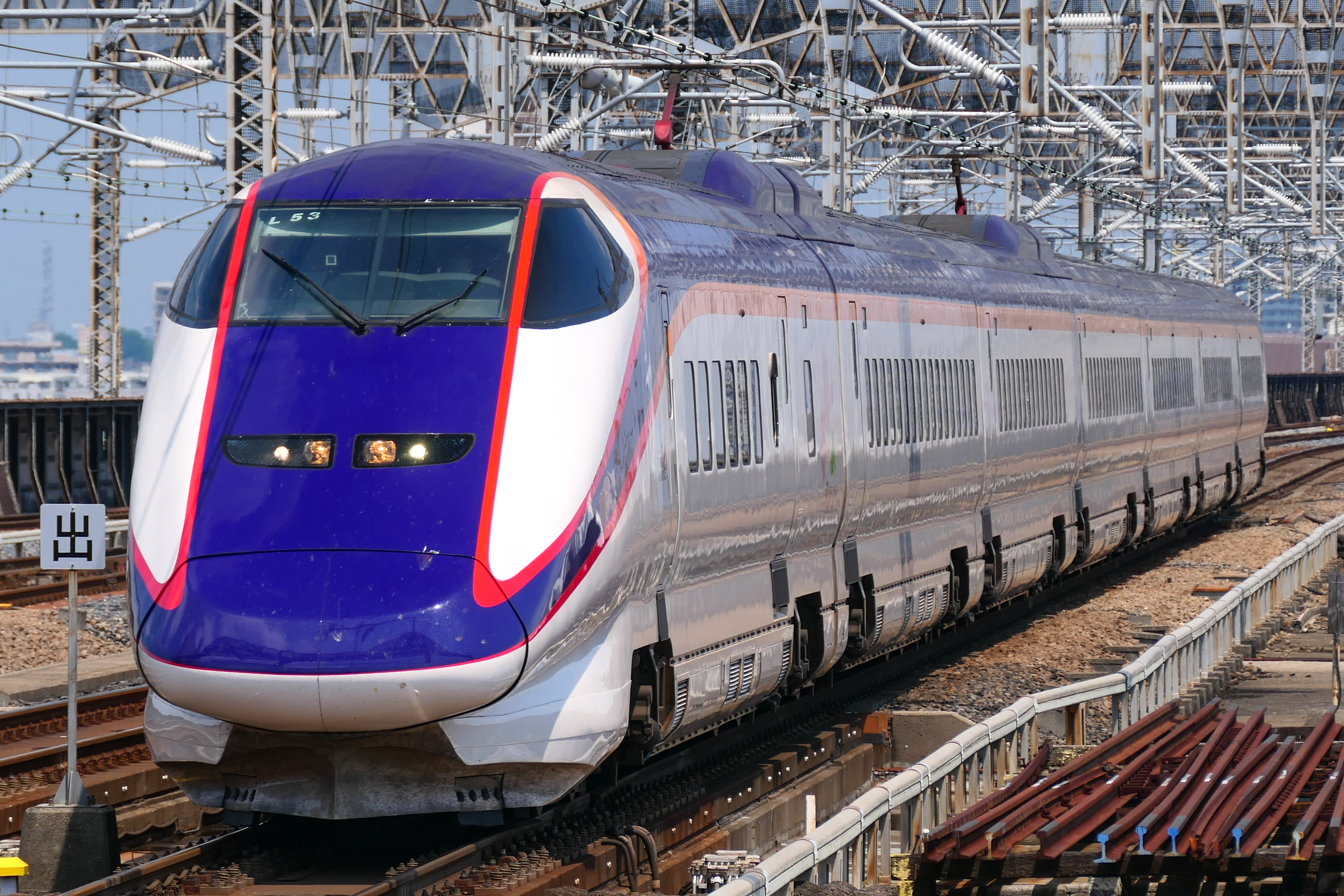
Shinkansen série E3
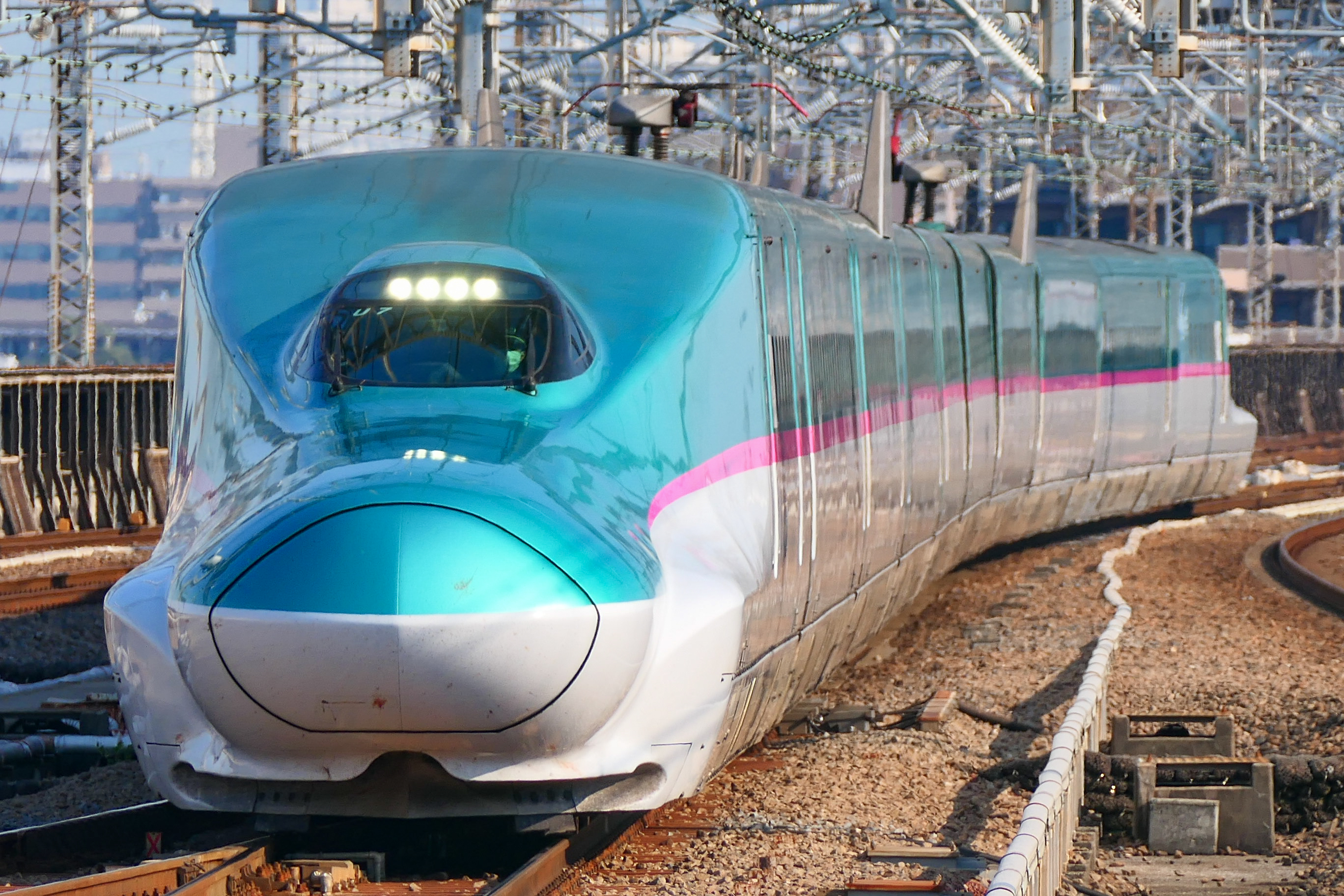
Shinkansen série E5
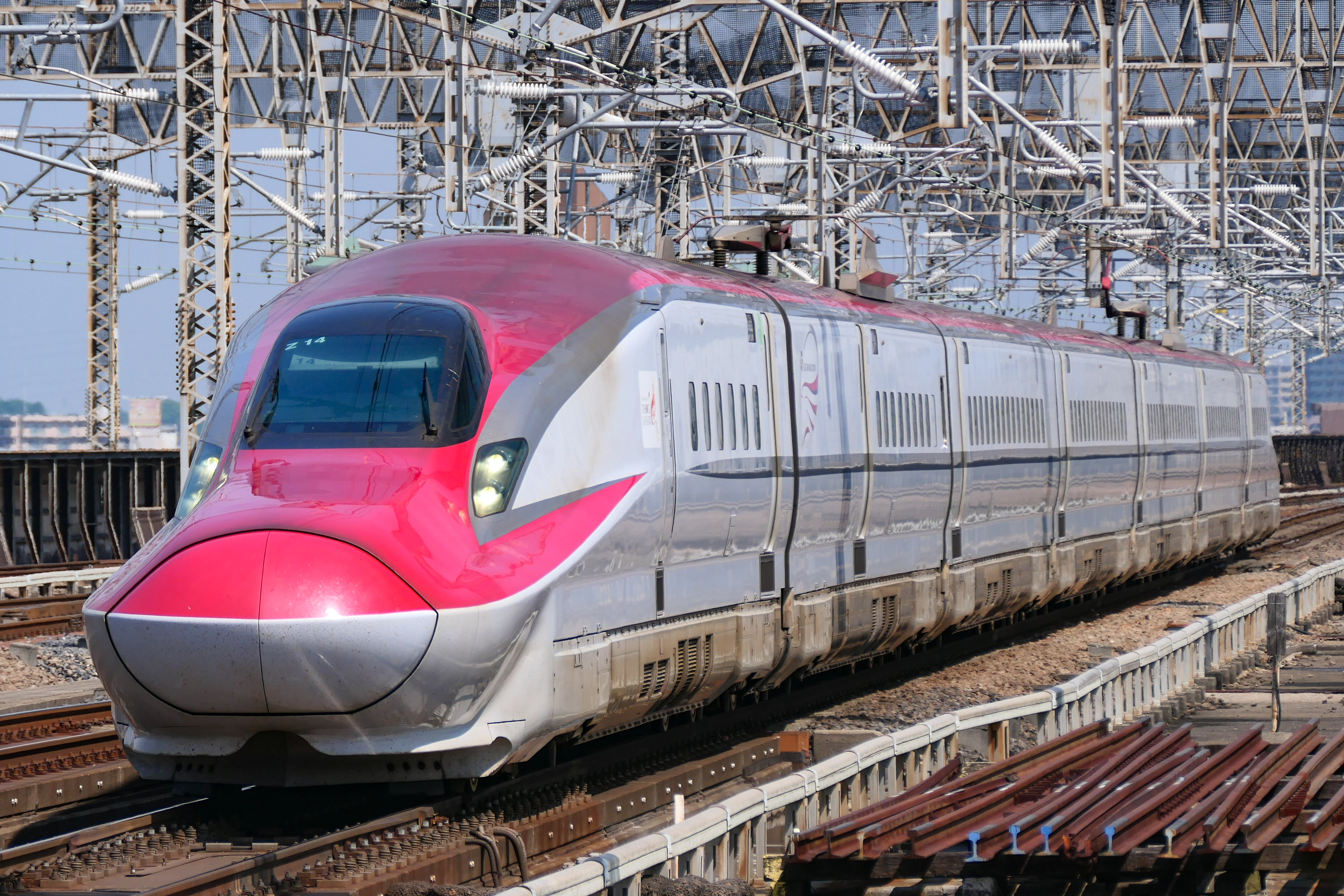
Shinkansen série E6